# Max Frisch
Max Frisch, född 15 maj 1911 i Zürich, död 4 april 1991 i Zürich, var en schweizisk författare och arkitekt.
Åren 1930–1932 studerade Frisch germanistik vid Zürichs universitet, men han tvingades avbryta studierna i förtid vid sin faders död. År 1936 återupptog han sina studier, den här gången inom arkitektur, och avlade 1940 sin arkitektexamen vid Eidgenössische Technische Hochschule i hemstaden. År 1942 öppnade han sin egen arkitektbyrå. Mellan 1946 och 1951 författade Frisch dramer, vilka anknyter till den då aktuella efterkrigstiden. Han stängde sin arkitektbyrå 1955 och började författa på heltid. År 1958 mottog han Georg Büchner-priset.
Frisch hade ett förhållande med Ingeborg Bachmann från 1958 till 1963.
I sitt författarskap gav Frisch uttryck för tvivel på den bestående ordningen och var internationalist och en motståndare till inskränkt borgerlighet. Han avled till följd av cancer.